# 대신 (조선 말기)
대신(大臣)은 1894년 갑오개혁 때의 관제개편의 결과로 성립된 행정부의 장관명이다.
을미개혁 때 의정부를 내각으로 고쳐 내부(內部), 외부(外部), 탁지부(度支部), 군부(軍部), 법부(法部), 학부(學部), 농상공부(農商部)의 7부를 직속시켜 내각의 장관을 총리대신이라 하고 각부의 장관을 대신(大臣)이라 불렀다.
정식 관직 명칭으로 채택된 조선 후기의 대신 직함 이외에, 조선시대에 의정부 관청의 영의정, 좌의정, 우의정은 대신으로 지칭되었다. 전직과 현직 삼정승 이외에는 대신 칭호를 붙이지 않았으며, 따로 2품 이상의 고위 관리를 부를 때에는 중신(重臣), 재신(宰臣)과 같은 용어를 사용하였다.

## 같이 보기
- 영의정
- 의정대신
- 내각총리대신
- 대신 (영국 연방 왕국)